# شارلوتنبورک-ویلمرسدورف
شارلوتنبورک-ویلمرسدورف (به آلمانی: Bezirk Charlottenburg-Wilmersdorf) یک منطقهٔ مسکونی در آلمان است که در برلین واقع شده‌است. شارلوتنبورک-ویلمرسدورف ۳۲۶٬۳۵۴ نفر جمعیت دارد.

## خواهرخوانده
شهرهای باد ایبورگ، مانهایم، میندن، اور یهودا، منطقه لویشام لندن، لینتس، بلواروش-لیپوتواروش، ترنتو، آپلدورن، گنیی، Gladsaxe Municipality، منطقه ساتن لندن، اسپلیت، فورشایم (ناحیه)، کولمباخ، Międzyrzecz، راینگاو-تاونوس، ماربورگ-بیدنکپف و گورژوف ویلکوپولسکی خواهرخوانده‌های شارلوتنبورک-ویلمرسدورف هستند.